# Tauragnas
Il lago Tauragnas è il più profondo (62,5 m) e più alto della Lituania (165 m s.l.m.), situato nel comune distrettuale di Utena e nella regione storica dell'Aukštaitija.
Il lago ha la forma di una 'u' minuscola ruotata di 180 gradi. Sul lato occidentale si specchia Tauragnai: il lato sud-est è assai vicino al confine amministrativo con il comune distrettuale di Ignalina. Altri insediamenti minori che si affacciano sono Taurapilis, Pilkeniai, Stučiai, Skroblus I, Varniškės, Sėlė e Šimkūnai. 
L'areale del lago Tauragnas fa parte del parco nazionale dell'Aukštaitija.

## Nome
Si dice che il principe Rigimantas si accampò una volta con i suoi soldati sulla riva del lago. Quando tutti si addormentarono, per ricordare un vecchio lutto, il principe iniziò a suonare per lui con un corno e lo fece così splendidamente che due tori si spostarono dalla foresta per ascoltarlo da vicino. Fu allora che il defunto si presentò sotto forma di visione al principe e, sedendosi al suo fianco, chiese ai tori quale fosse il luogo più confortevole dove vivere. Gli animali indicarono una vicina collina sul lago, esattamente quella su cui fu fondata la futura Tauragnai: il lago fu conseguentemente chiamato Tauragnas come ulteriore forma di ringraziamento.
Il lago è conosciuto in fonti antiche con vari nomi: Thowraggen, Tarogin, Taurogno, Turogno, Taurogin. Il nome del lago è formato dalle parole "toro selvatico" e "corno". Secondo lo storico Bug, l'etimo del nome sarebbe da ricercare sulla forma dello specchio d'acqua che richiama le corna di un toro.

## Descrizione
La sua lunghezza è di 9,4 km e la larghezza massima è di 1,12 km (quella media è 0,54 km): la lunghezza della linea di costa è 24,21 km. Il punto più profondo è situato alla parte occidentale del lago (60,5 nel 1933 e 62,5 m nel 2007): quella media è di 18,4 m, il volume è di 95,6 m³. Si forma una penisola sul lato meridionale. La costa, in particolare il lato orientale del lago, è per lo più circondata da boschi. Il bacino è di 74 km²: L'origine del lago è glaciale.

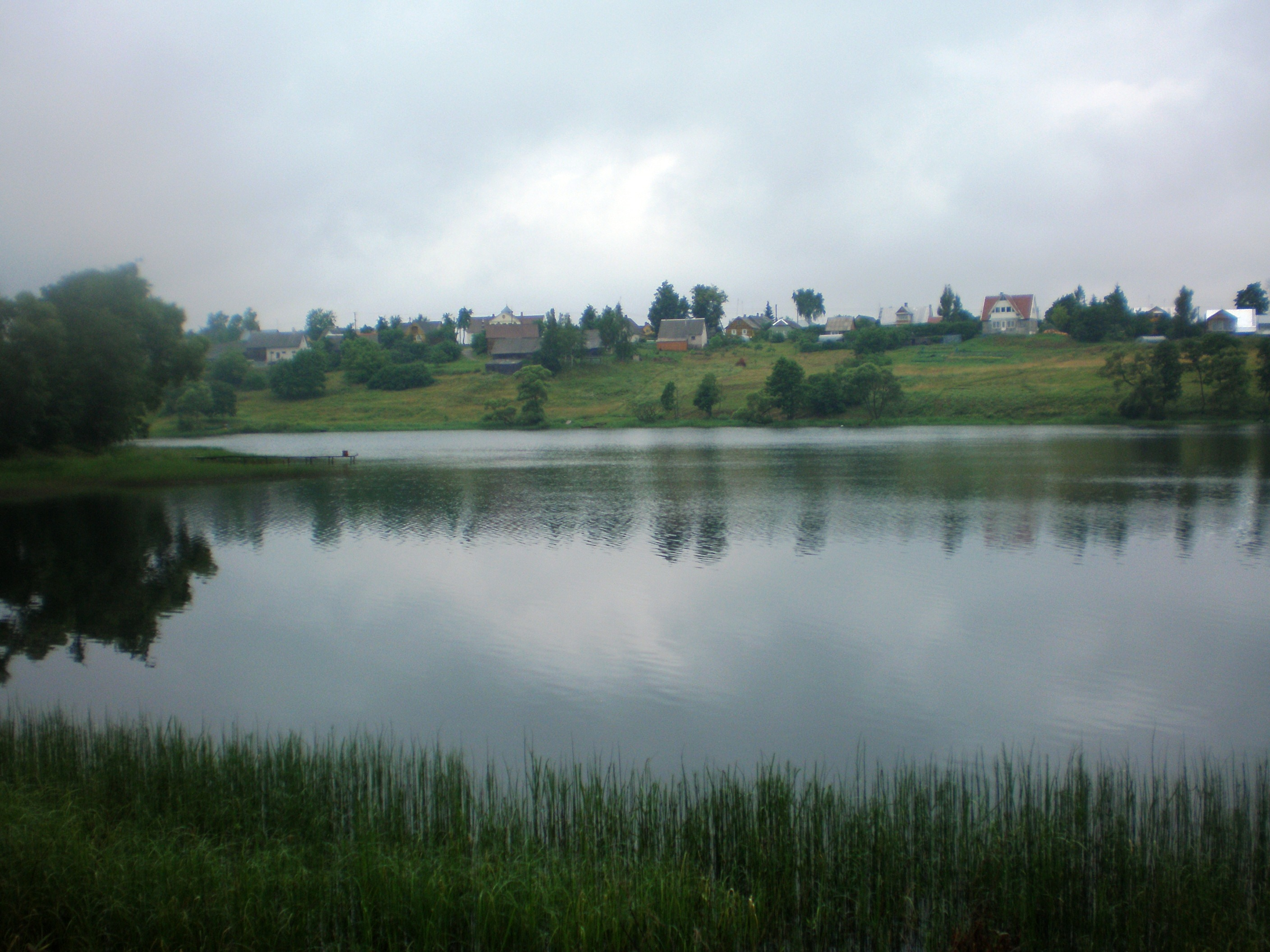
Tauragnai vista dalla riva opposta del lago

La parte sud-orientale del lago è ghiaiosa. Il livello dell'acqua del lago alla riva è di 70 cm e 50 cm in estate. Dal 1955, vicino al lago (nella città di Tauragnai), c'è una stazione idrometrica in cui si misurano il livello e la temperatura dell'acqua, studiandolo quando parzialmente ghiaccia in inverno. Il lago ghiaccia in media intorno al 19 dicembre e si scioglie intorno al 16 aprile. La trasparenza media dell'acqua in estate è di circa 5 m: l'acqua è più calda in luglio e agosto, generalmente tocca i 19 °C. Durante l'estate il lago si riscalda di circa dieci gradi rispetto alle medie di ottobre (9,7 °C) e novembre (5,8 °C).
Ci sono 4 stazioni turistiche sul lago perché nell'area si praticano anche immersioni subacquee.